# Lycée Giambattista Vico
Le lycée Giambattista Vico est une école historique de Naples située sur la Via Salvator Rosa, dans le quartier de Montecalvario - Avvocata, du nom du célèbre philosophe napolitain Giambattista Vico. 

## Cadre
L'école dispose d'un laboratoire scientifique, d'un musée, d'une bibliothèque, de deux gymnases d'intérieur et de deux terrains de jeu pouvant être utilisés pour des disciplines telles que le futsal, le basketball, le volleyball et le handball. 

## Histoire
Né en 1881 comme Liceo classico, cette école a également ouvert des sections de lycée scientifique et linguistique. 
Entre 1930 et 1932, le siège actuel a été construit, via Salvator Rosa, modifiant une structure monastique antérieure: le complexe de San Francesco di Sales, qui a été divisé en deux bâtiments accueillant l'un le lycée, l'autre l'école primaire Vincenzo Cuoco. 
Entre les années 1960 et 1909, le « GB Vico » était très actif sur la scène politique napolitaine. Au cours de ces années, de nombreux groupes politiques se sont développés proches des idéologies radicales de gauche qui ont joué un rôle de premier plan dans les luttes étudiantes de cette période. Ce lycée fut également, lors des manifestations étudiantes du début des années 1990 (entrées dans l'histoire sous le nom de « mouvement de la panthère »), la première école de Naples à être occupée par des étudiants ainsi que le théâtre d'affrontements souvent violents entre groupes de gauche et de droite.